# Architecture californienne moderne

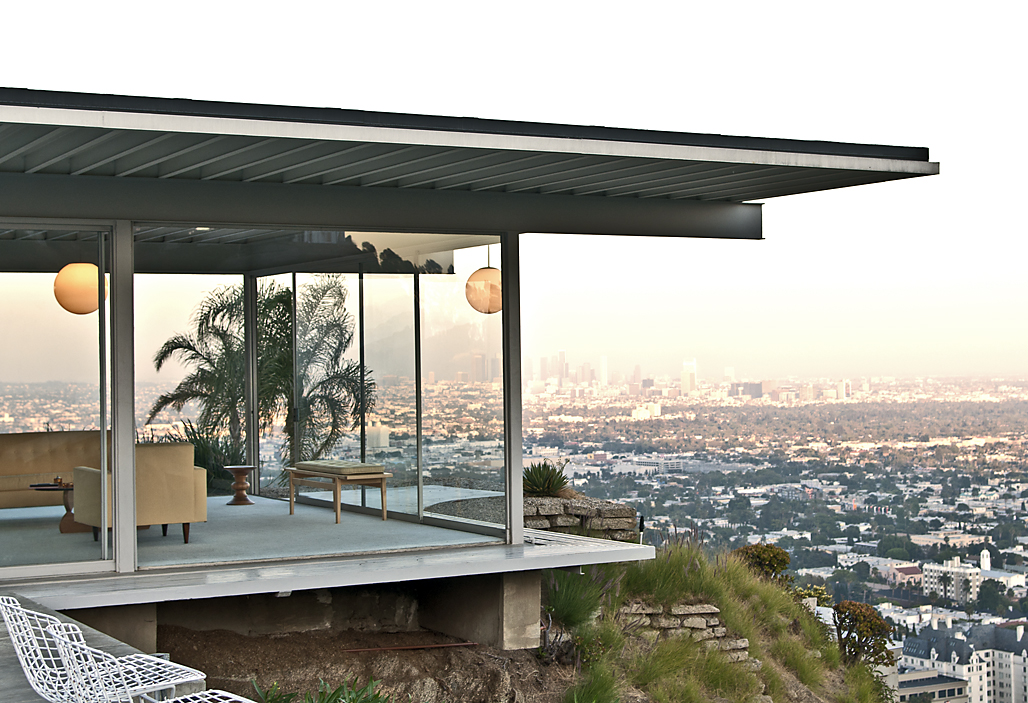
Stahl House (1959) Case Study Houses n°22 de Pierre Koenig, Hollywood Hills (lieu d'une des photos panoramiques les plus emblématiques de Los Angeles par le photographe Julius Shulman)

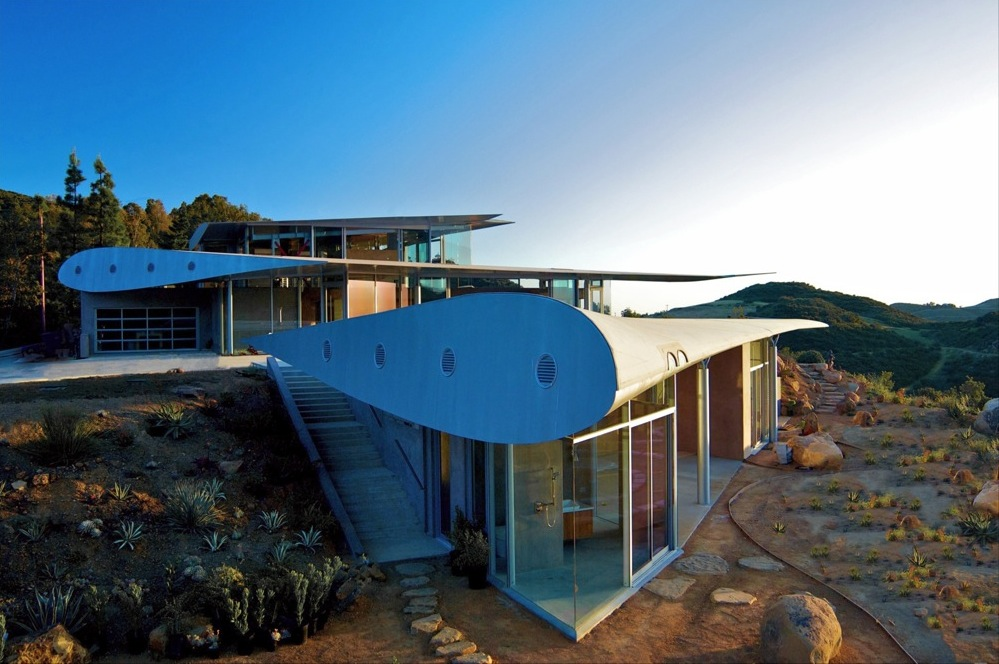
747 Wing House (2011) Monts Santa Monica en Californie, David Randall Hertz.

Pour les articles homonymes, voir Architecture (homonymie), Californie (homonymie) et Modernité (homonymie).
L'architecture californienne moderne est un style d'architecture moderne californienne design avant-gardiste des années 1950 d'après-guerre,, inspiré du modernisme, du style international, de l'architecture moderne des années 1920, et du style mid-century modern (en) d'après guerre,,,...

## Historique

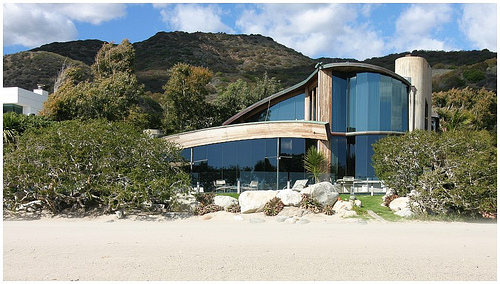
Villa Segel (1979) Malibu en Californie, John Lautner.

L'architecture moderne californienne initiale se développe dans les années 1950, à la fin de le Seconde Guerre mondiale, dans un contexte international de reconstruction. En partie initiée par quelques maisons d'architecte avant-gardiste, dont Kings Road House (1922) de Rudolf Schindler, Lovell House (1929) Neutra VDL Studio and Residences (1932) Miller House (1937) et Kaufmann Desert House (1946) de Richard Neutra, Frank Sinatra House (Twin Palms) (1947) de E. Stewart Williams (en), Villa Lipetz (1950) de Raphael Soriano (en), Villa Shulman (1950) de Raphael Soriano (en) pour le photographe Julius Shulman, Frey House II (1964) d'Albert Frey (architect) (en)..., et par le programme d'expérimentation des Case Study Houses (maisons d'études de cas) (1945 à 1966) de la revue d'architecture Arts & Architecture de John Entenza... Les habitations initiales de ce style sont fabriquées en matériaux préfabriqués économiques et innovants de l'époque (béton, acier, bois, verre), avec toit-terrasse, formes rectangulaires minimalistes, grands espaces ouverts, façades en baies vitrées, design simple et lumineux... Des modèles emblématiques (entre autres de Palm Springs, Malibu, Santa Monica, Hollywood, ou Los Angeles...) sont inscrits aux monuments historiques californiens. 

Quelques modèles historiques emblématiques
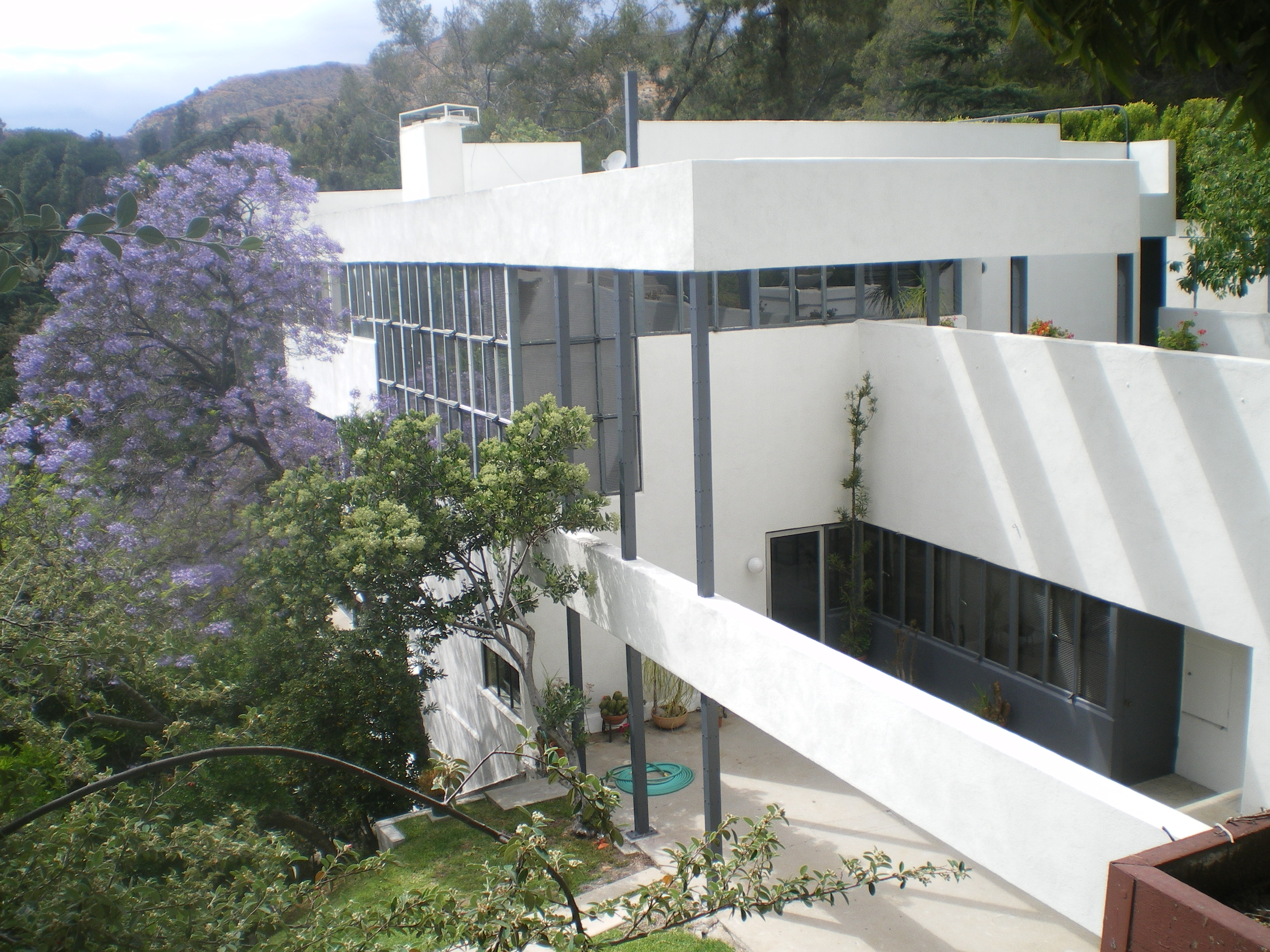
Lovell House (1929) Los Angeles, Richard Neutra
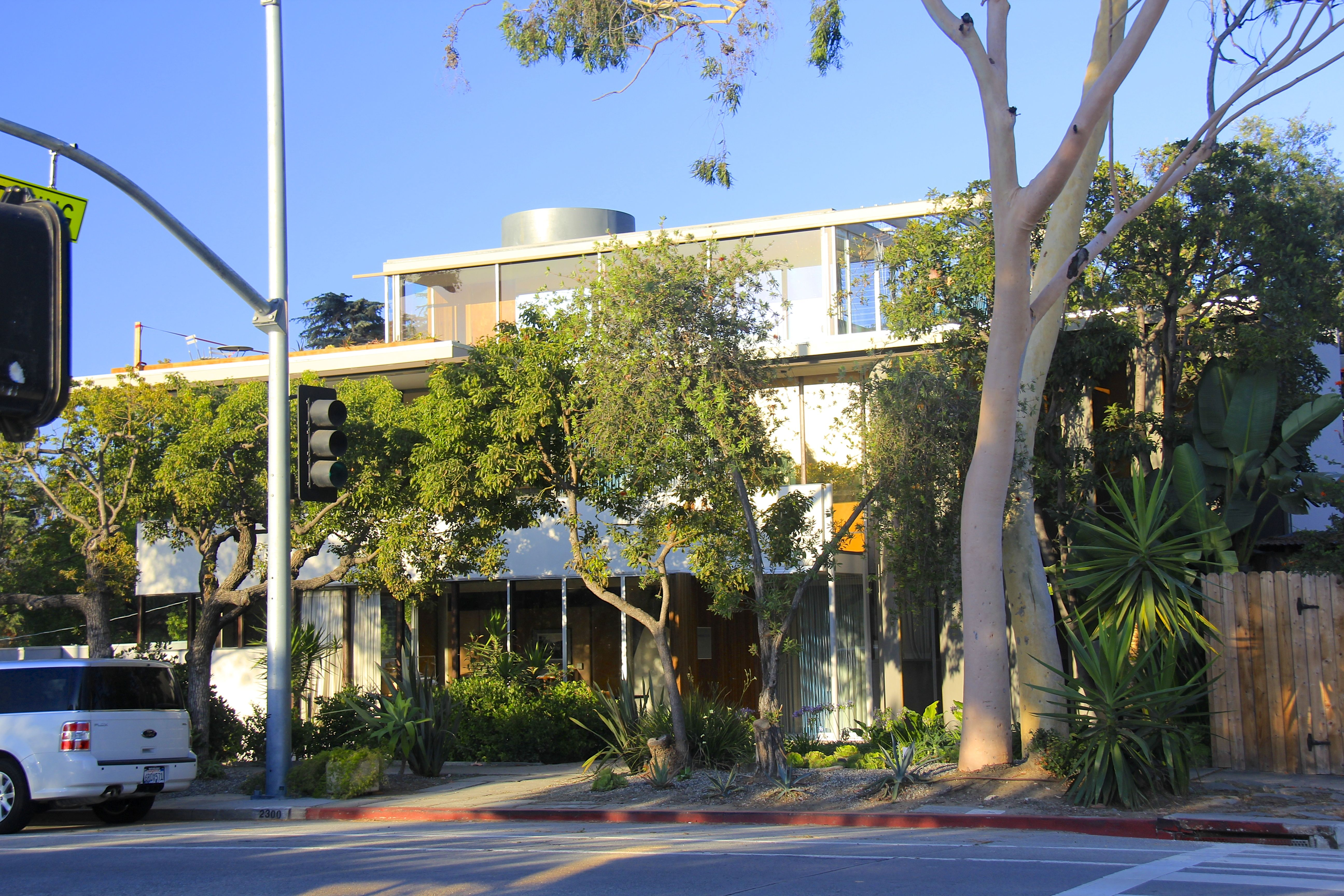
Neutra VDL Studio and Residences (1932) Los Angeles, Richard Neutra
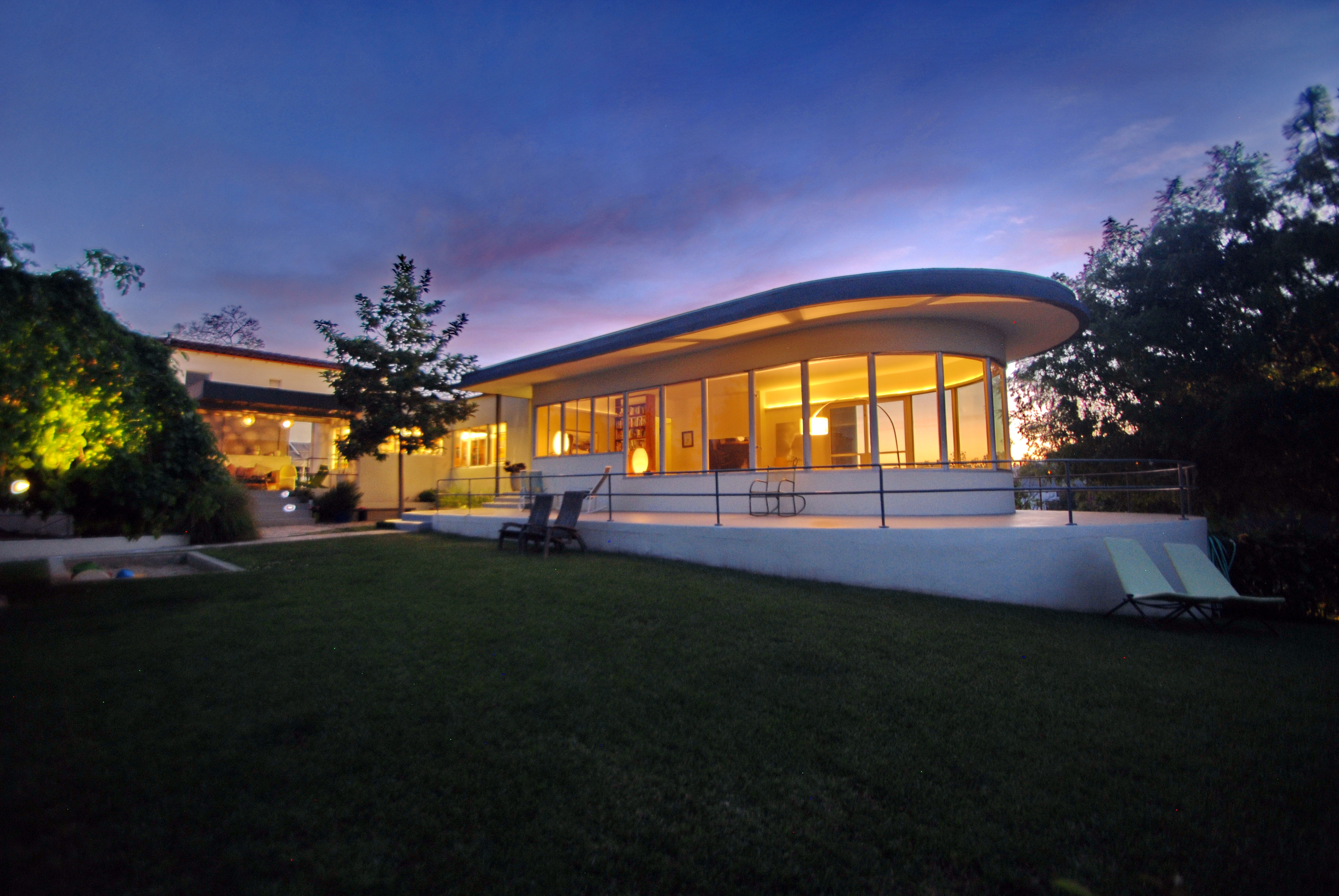
Villa Lipetz, (1950) Los Angeles, Raphael Soriano (en)
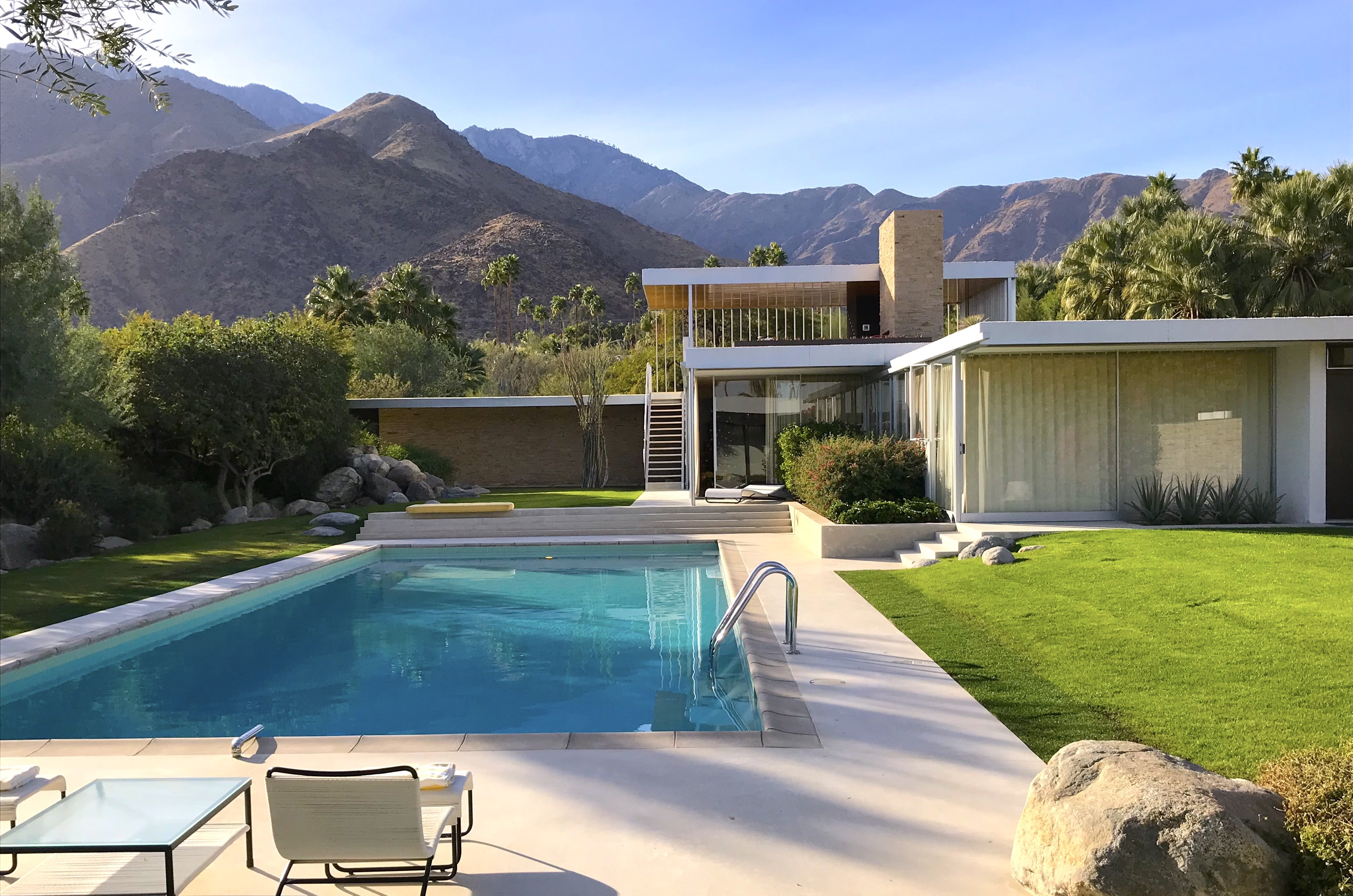
Kaufmann Desert House (1946) Palm Springs, Richard Neutra
Frank Sinatra House (Twin Palms) (1947) de Frank Sinatra, Palm Springs en Californie, E. Stewart Williams (en)

### Quelques exemples initiaux de référence

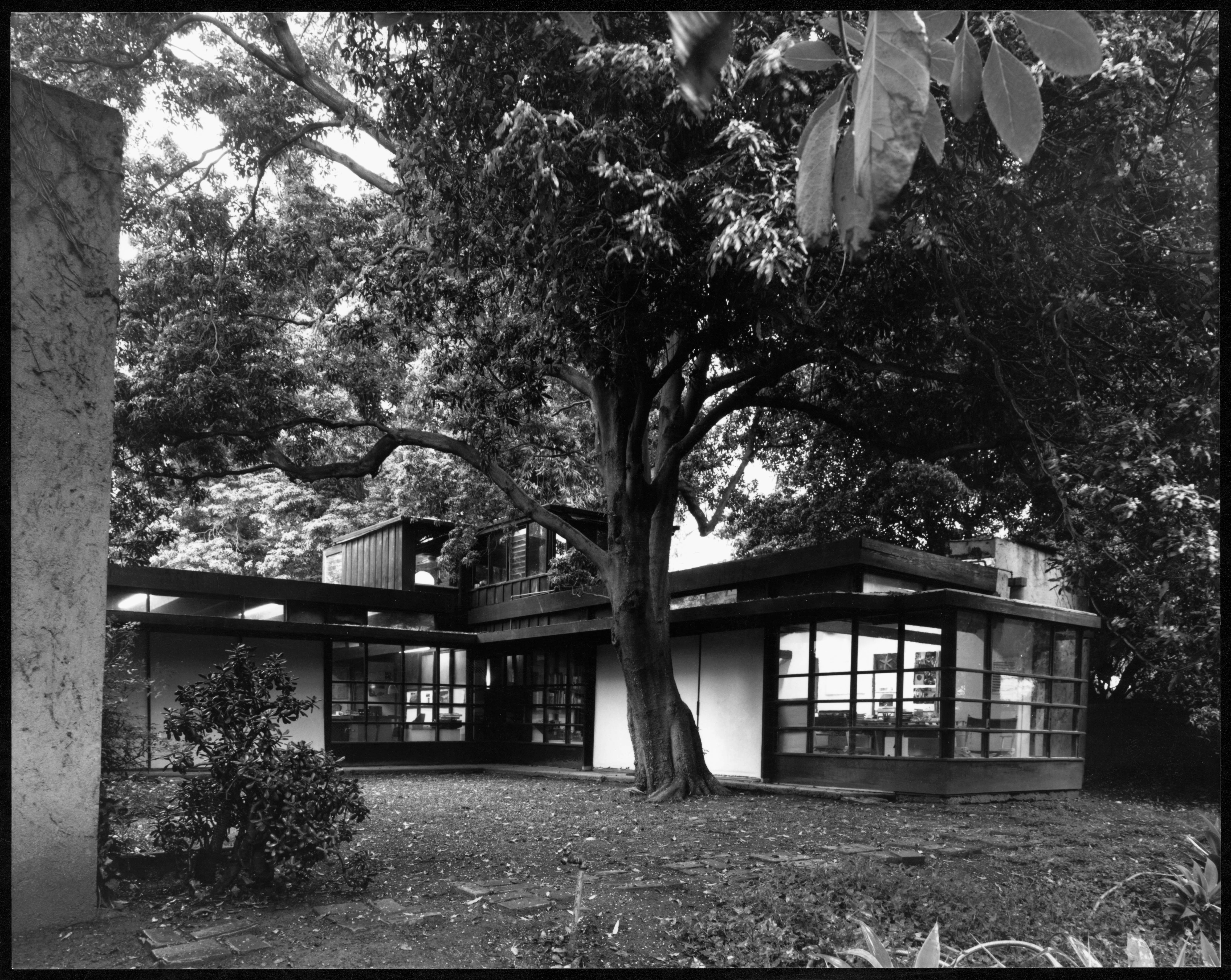
Kings Road House (1922) Los Angeles, Rudolf Schindler
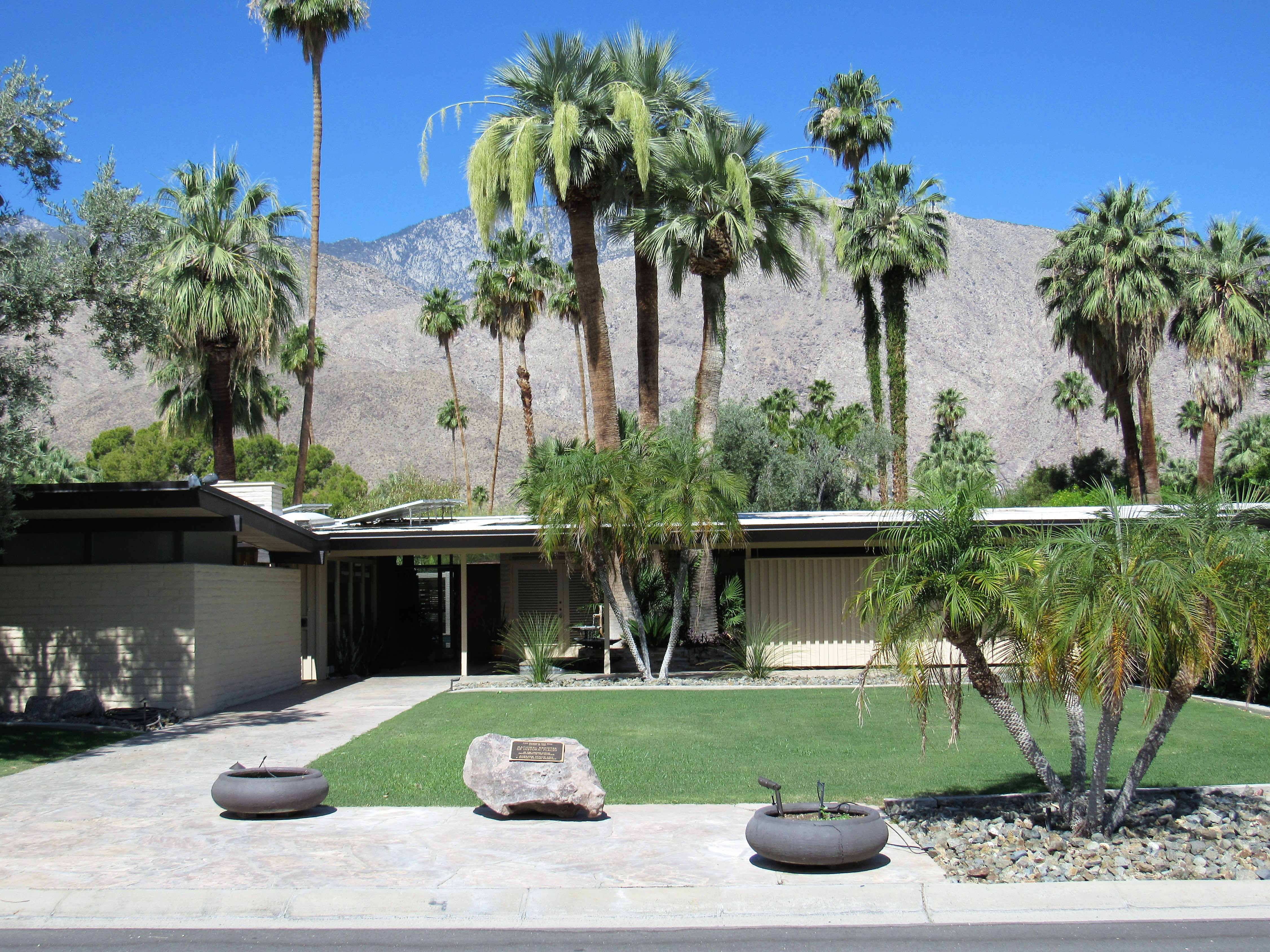
Koerner House (Palm Springs, California) (en) (1947) E. Stewart Williams (en)
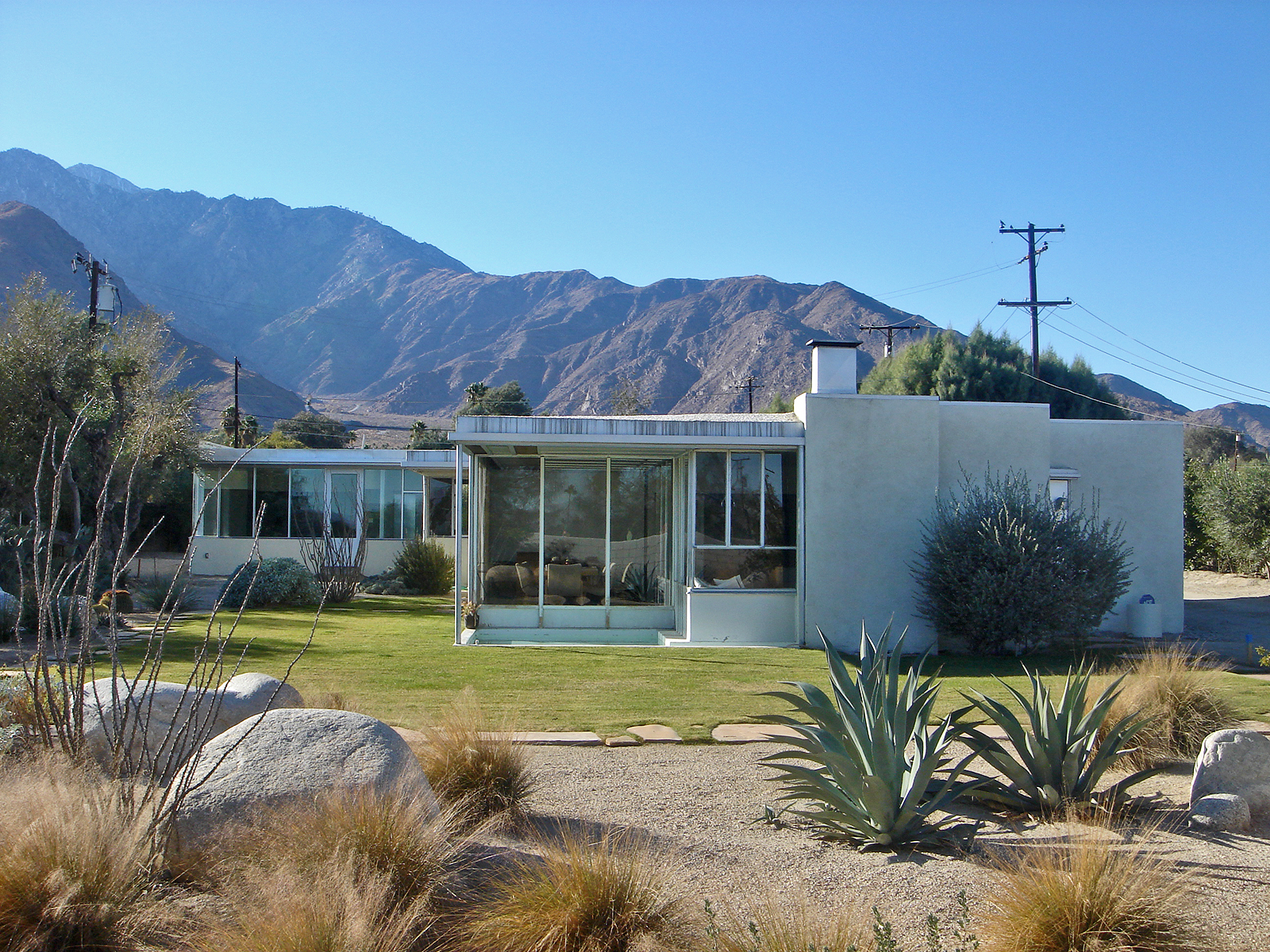
Miller House (1937) Palm Springs, Richard Neutra
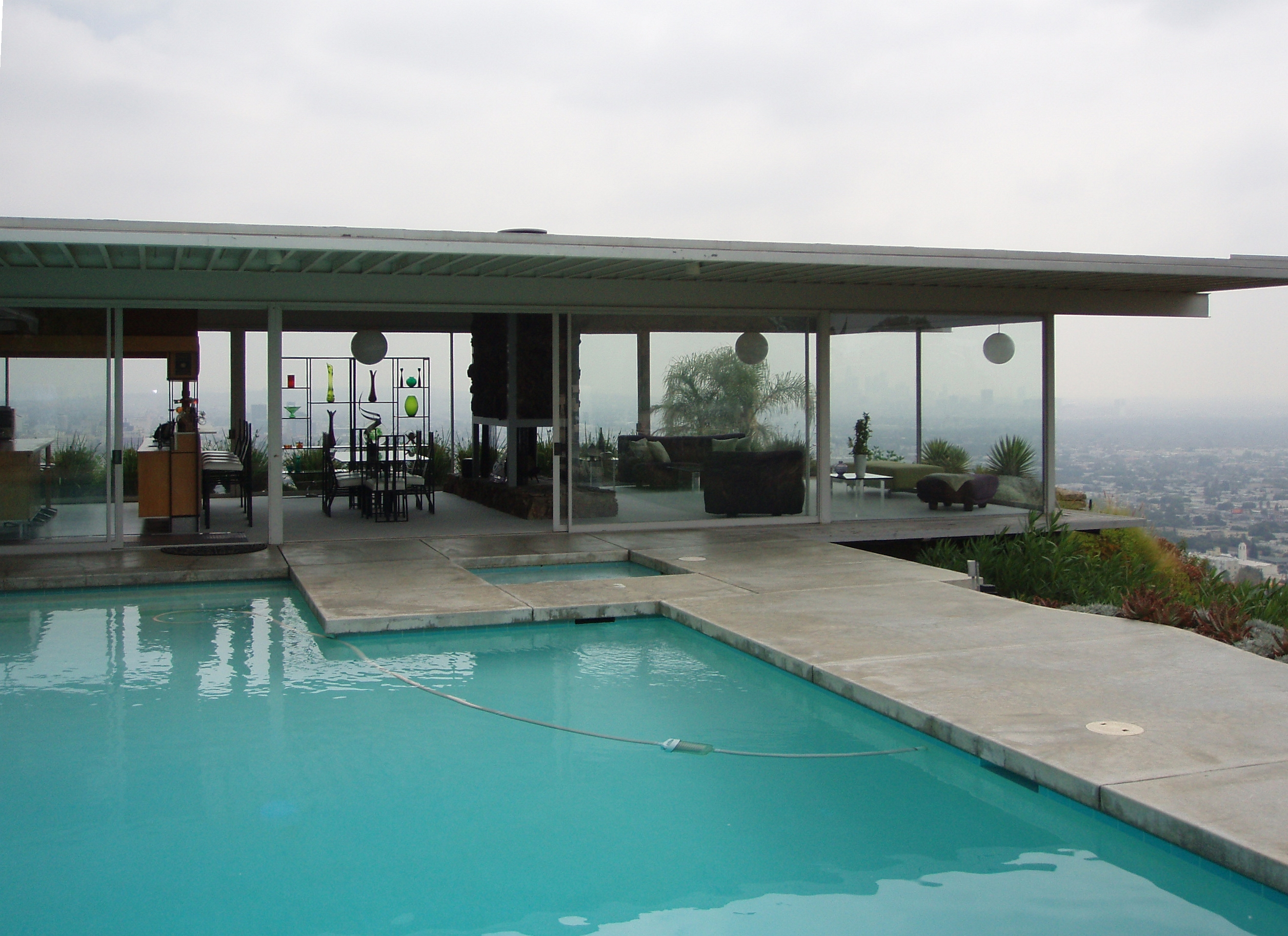
Stahl House n°22 (1959) Hollywood Hills, Pierre Koenig
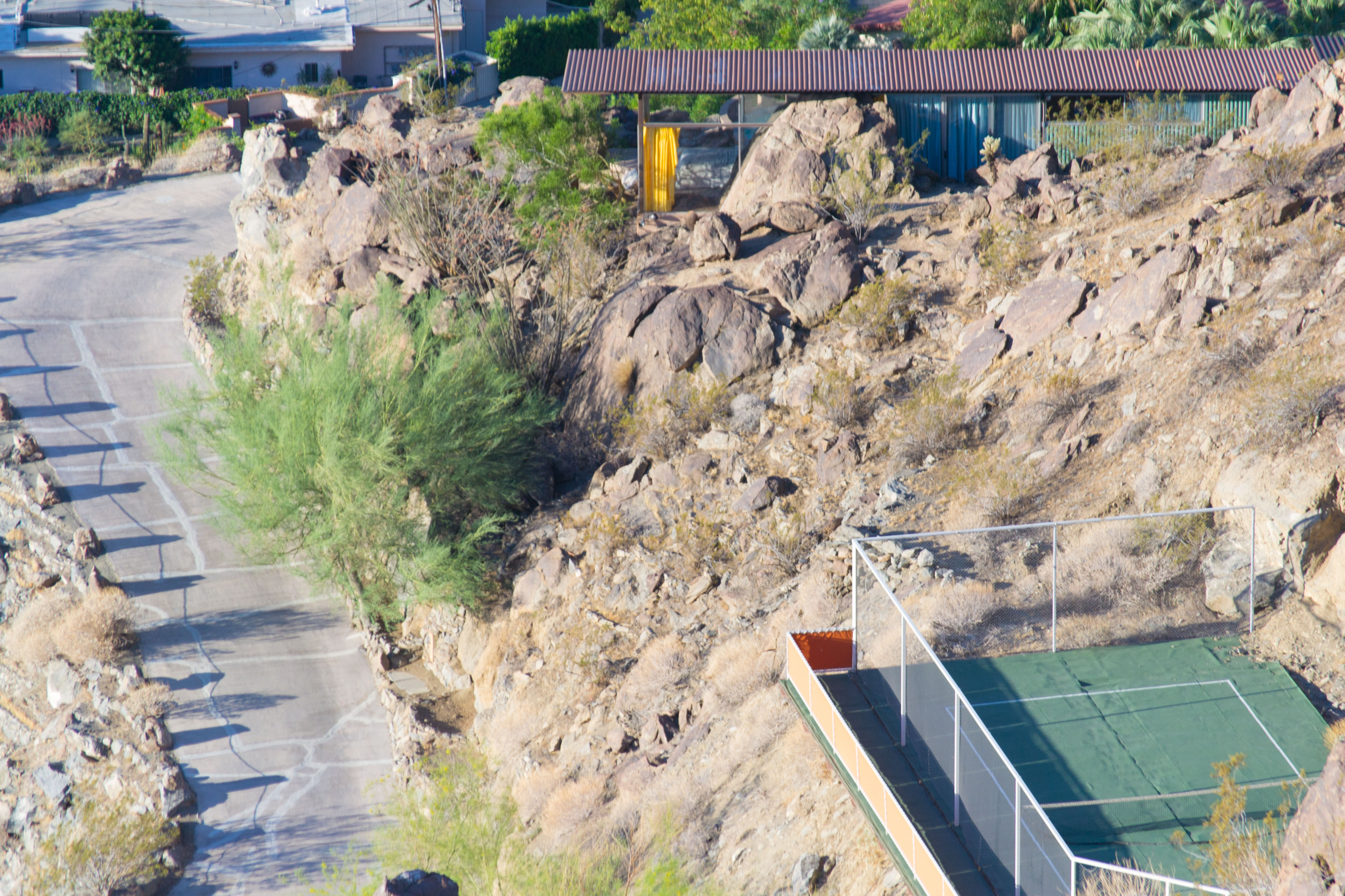
Frey House II (1934) Palm Springs, Albert Frey (architect) (en)
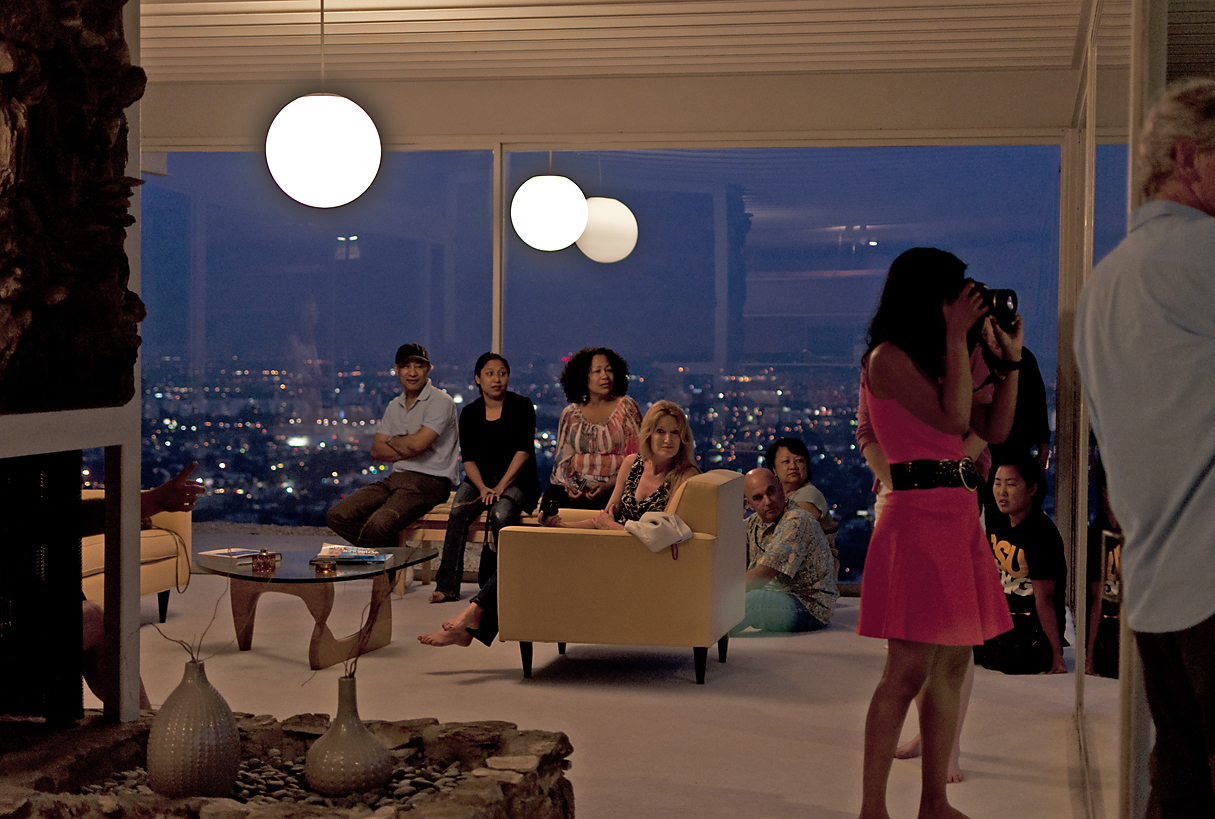
Stahl House n°22 (1959) Hollywood Hills, Pierre Koenig
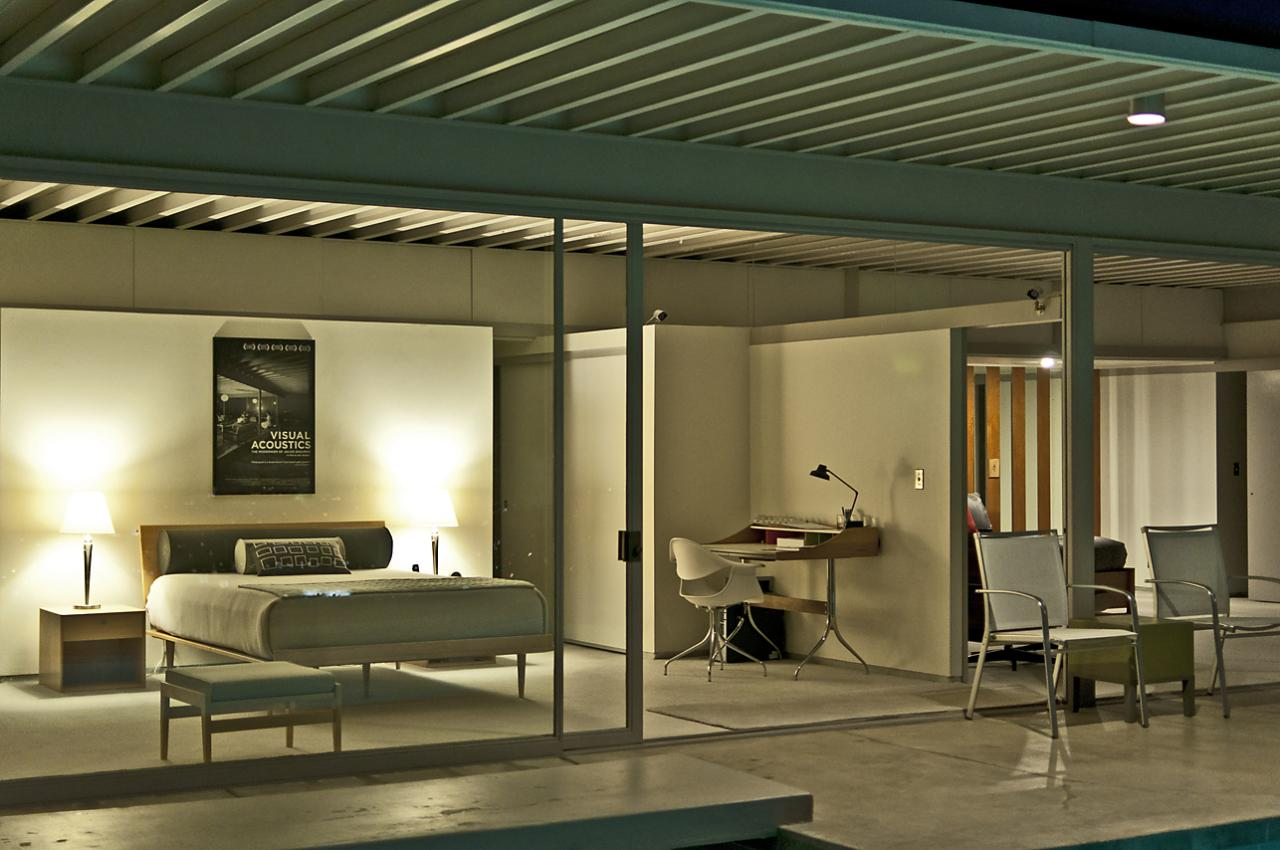
Stahl House n°22 (1959) Hollywood Hills, Pierre Koenig
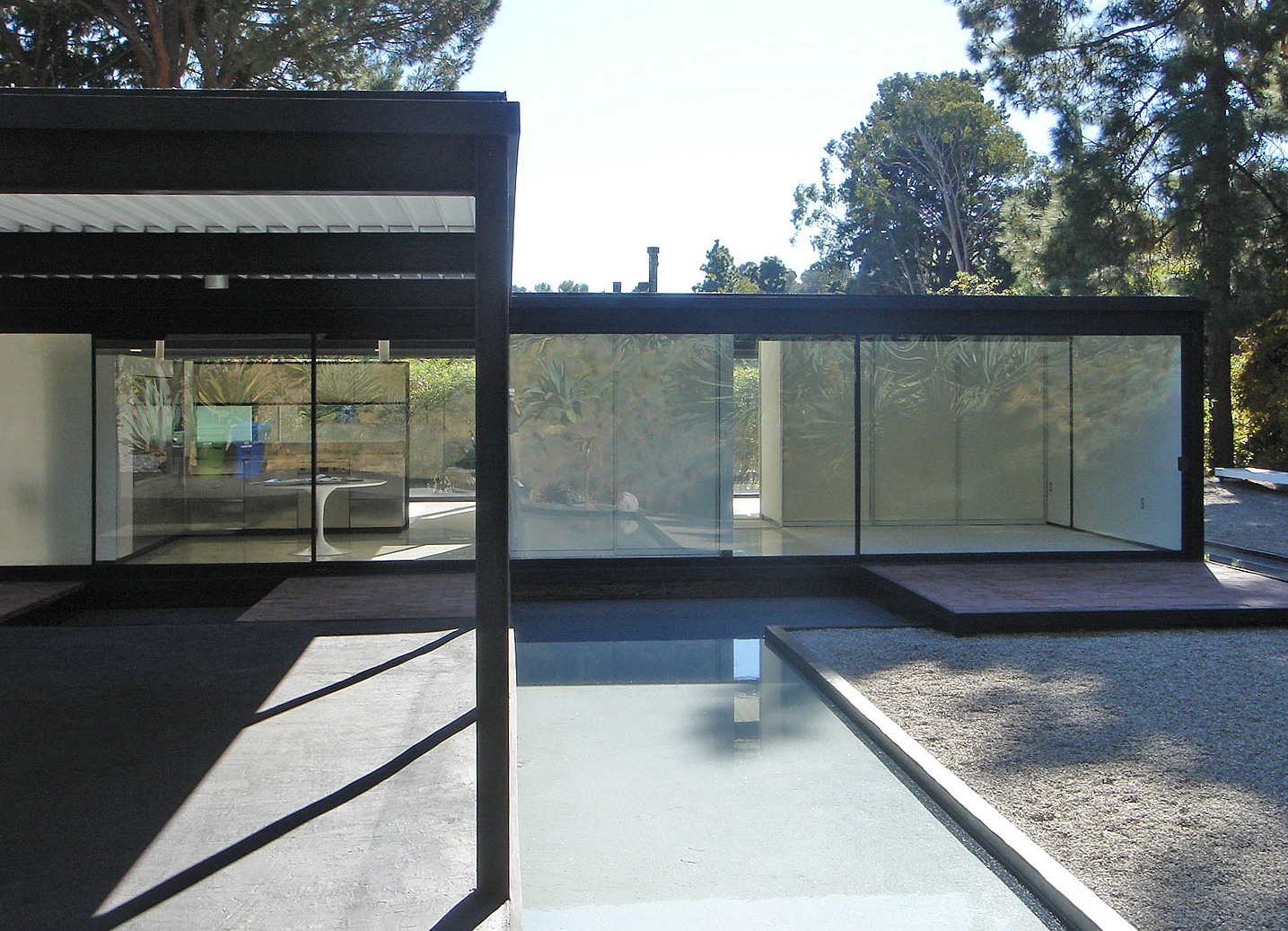
Bailey House – Case Study House (en) n°21 (1945) Pierre Koenig
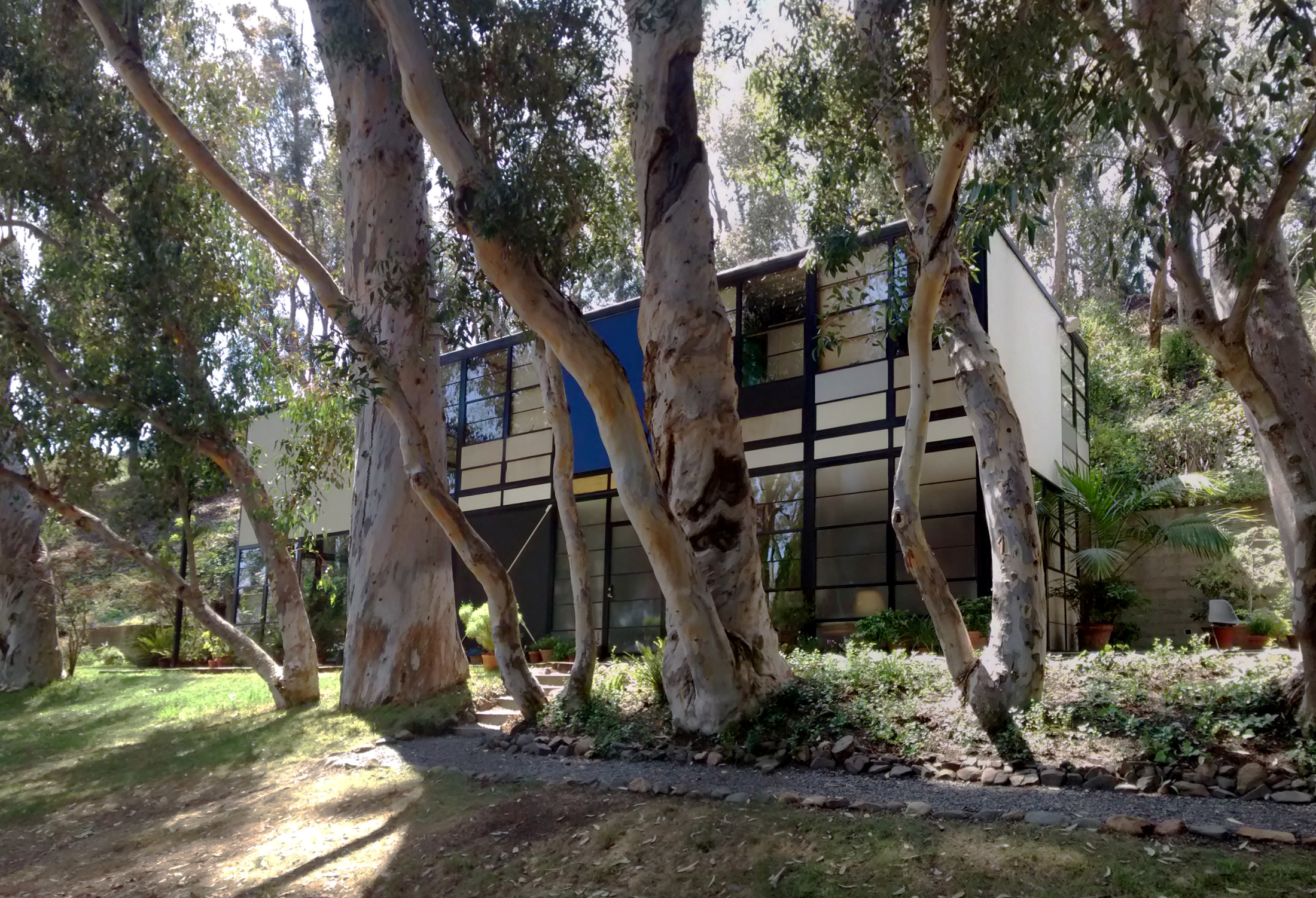
Eames House n°8 (1949) Pacific Palisades, Charles et Ray Eames
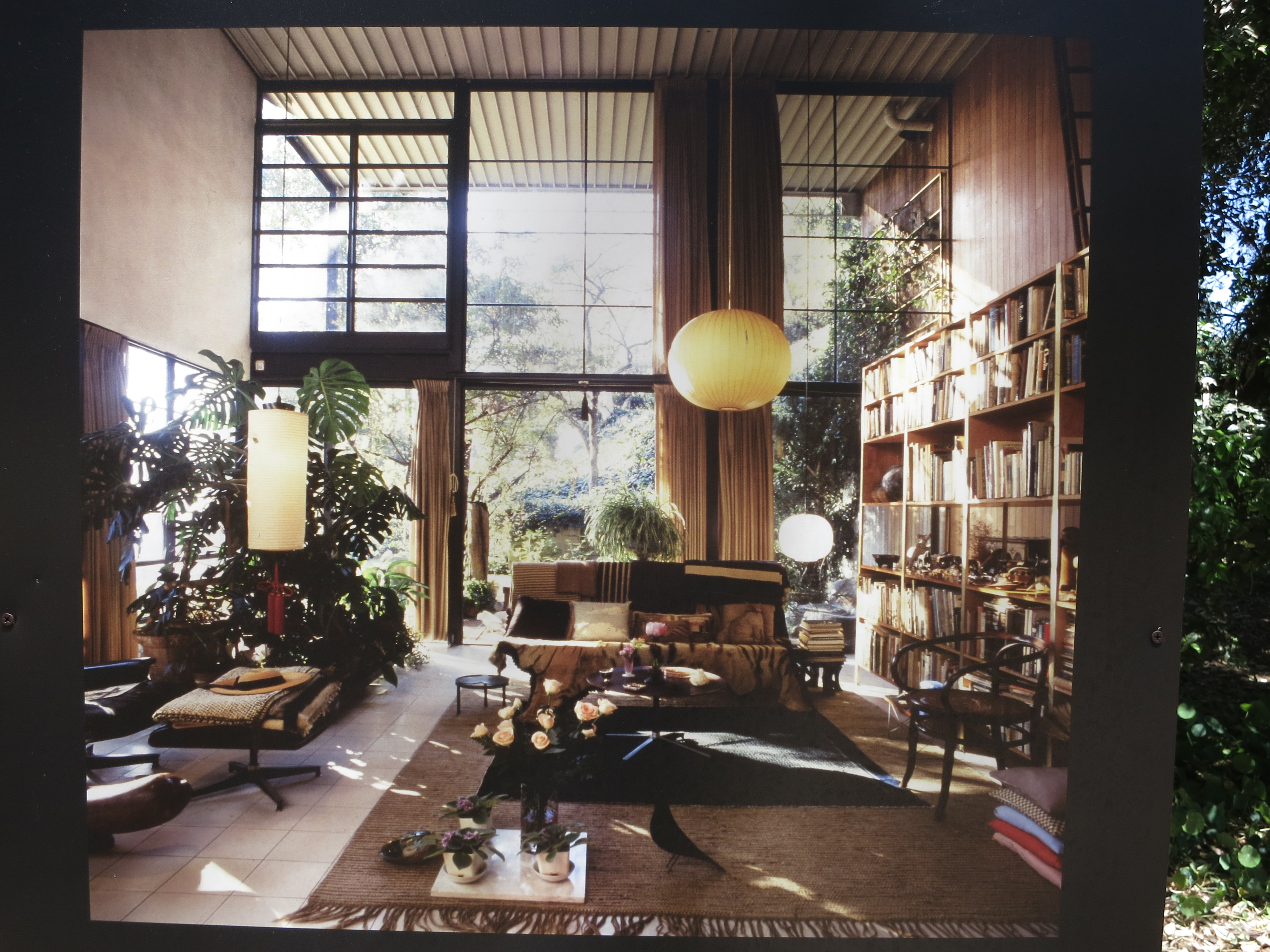
Eames House n°8 intérieur

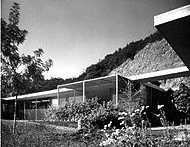
Villa Shulman de Raphael Soriano, pour le photographe Julius Shulman, à Los Angeles (1950)

### Quelques architectes d'architecture californienne renommés
Rudolf Schindler, Richard Neutra, Raphael Soriano (en), Pierre Koenig, E. Stewart Williams (en), John Lautner, William Francis Cody (en), Albert Frey (architect) (en), Craig Ellwood, Charles Eames, Ray Eames, Donald Wexler (en), Eero Saarinen, David Randall Hertz (en)... 

### Quelques photographes d'architecture californienne renommés
Julius Shulman, Juergen Nogai (en)...

## Quelques demeures contemporaines d'inspiration californienne moderne
Ce style inspire entre autres Farnsworth House à 75 km de Chicago (1951) de l’architecte Ludwig Mies van der Rohe, Ben Rose House (1953) de son élève James Speyer de Chicago, ou l'architecte français Jean Prouvé (1901-1984) en 1954 pour sa propre œuvre et maison de Jean Prouvé emblématique de Nancy en Lorraine... 

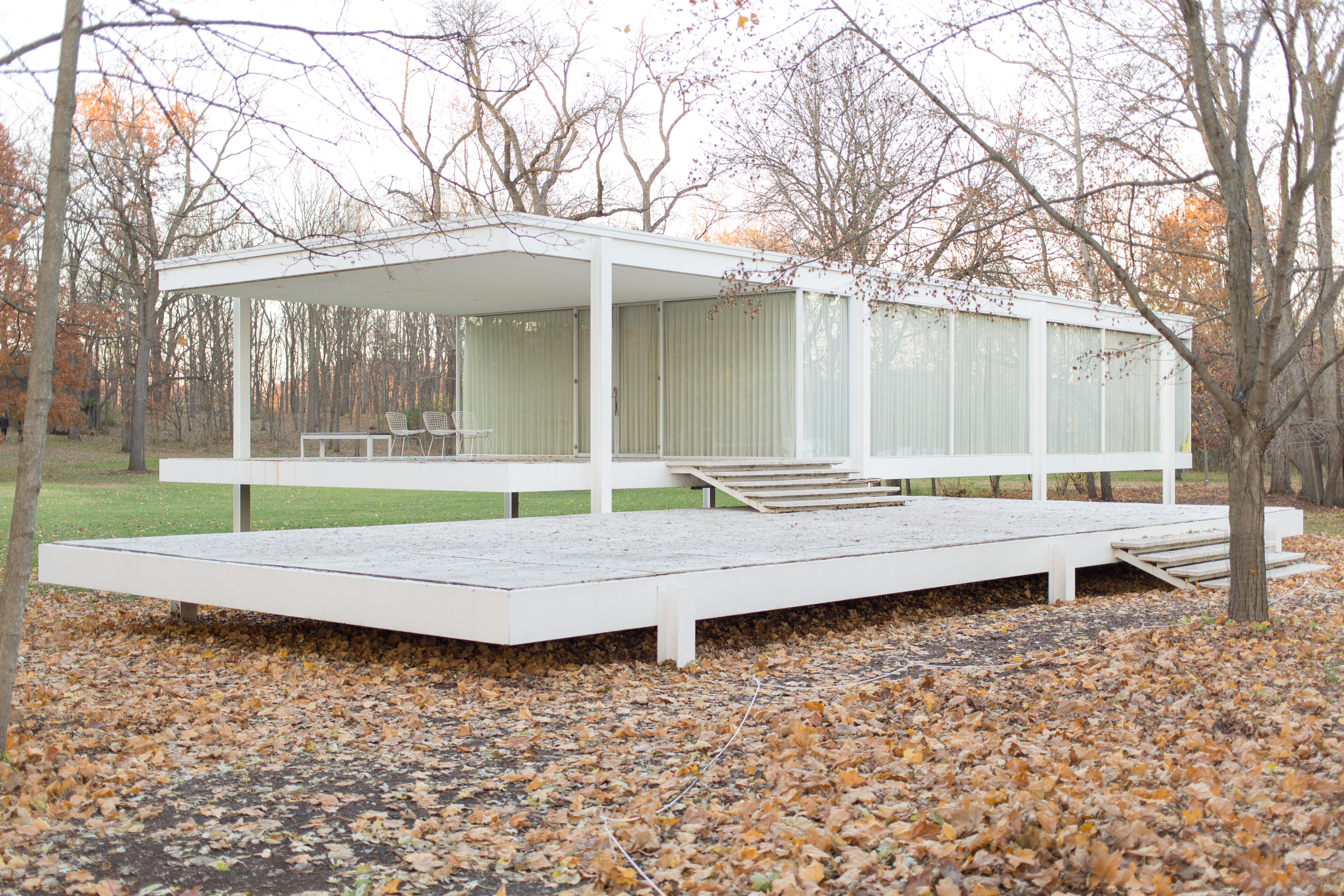
Farnsworth House, vers Chicago (1951) Ludwig Mies van der Rohe
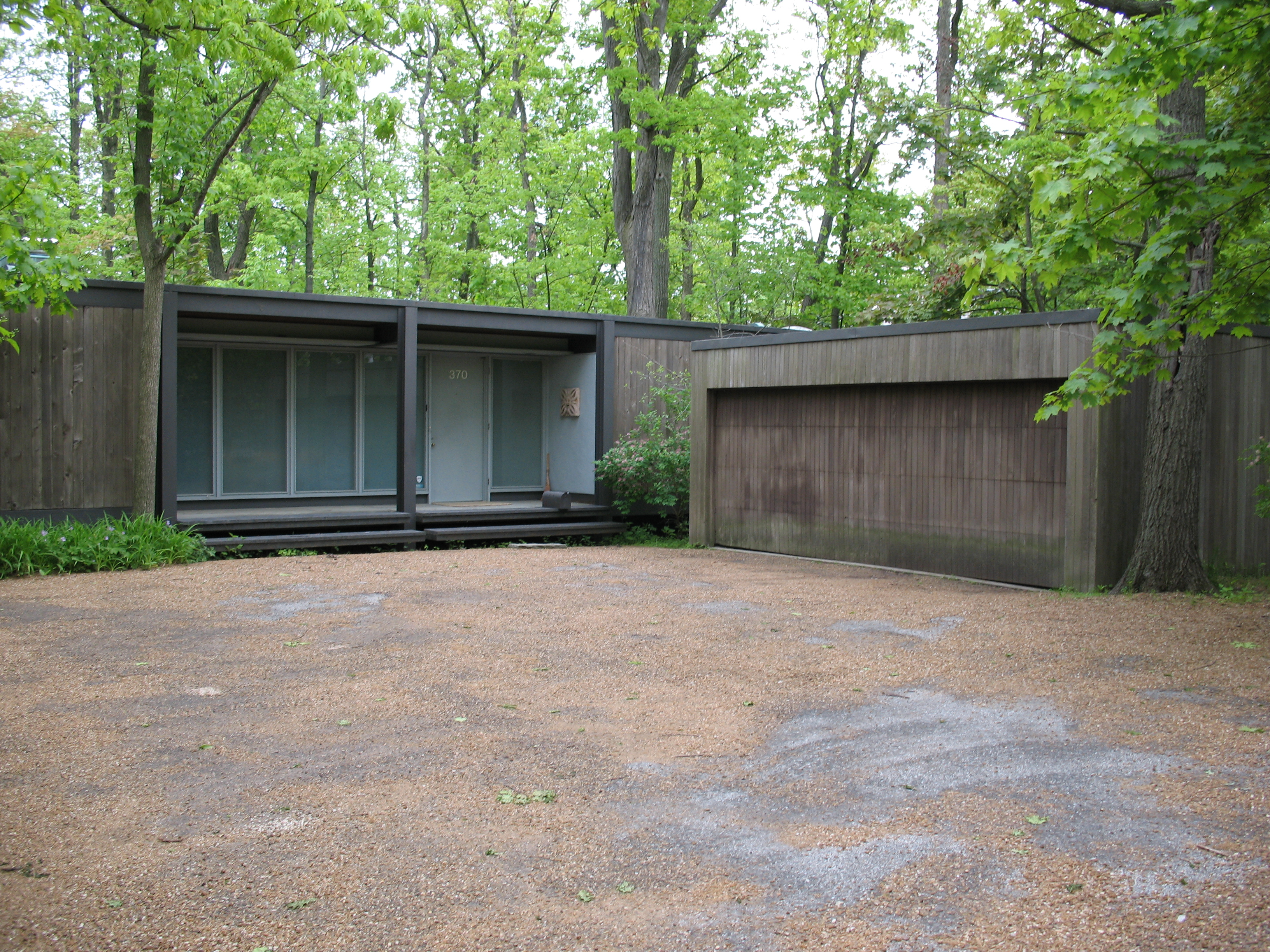
Ben Rose House, Chicago (1953)
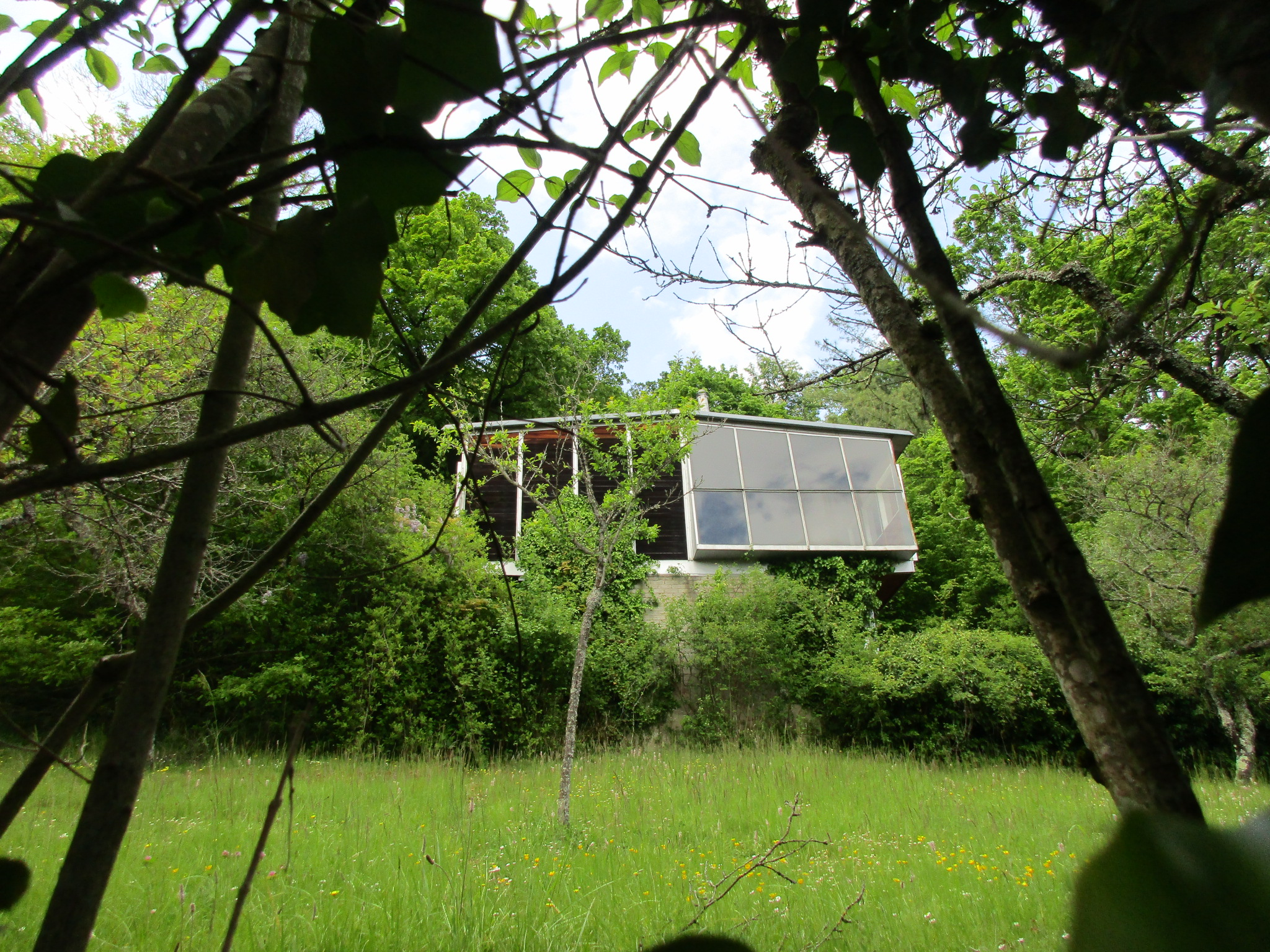
Maison de Jean Prouvé, Nancy (1954)
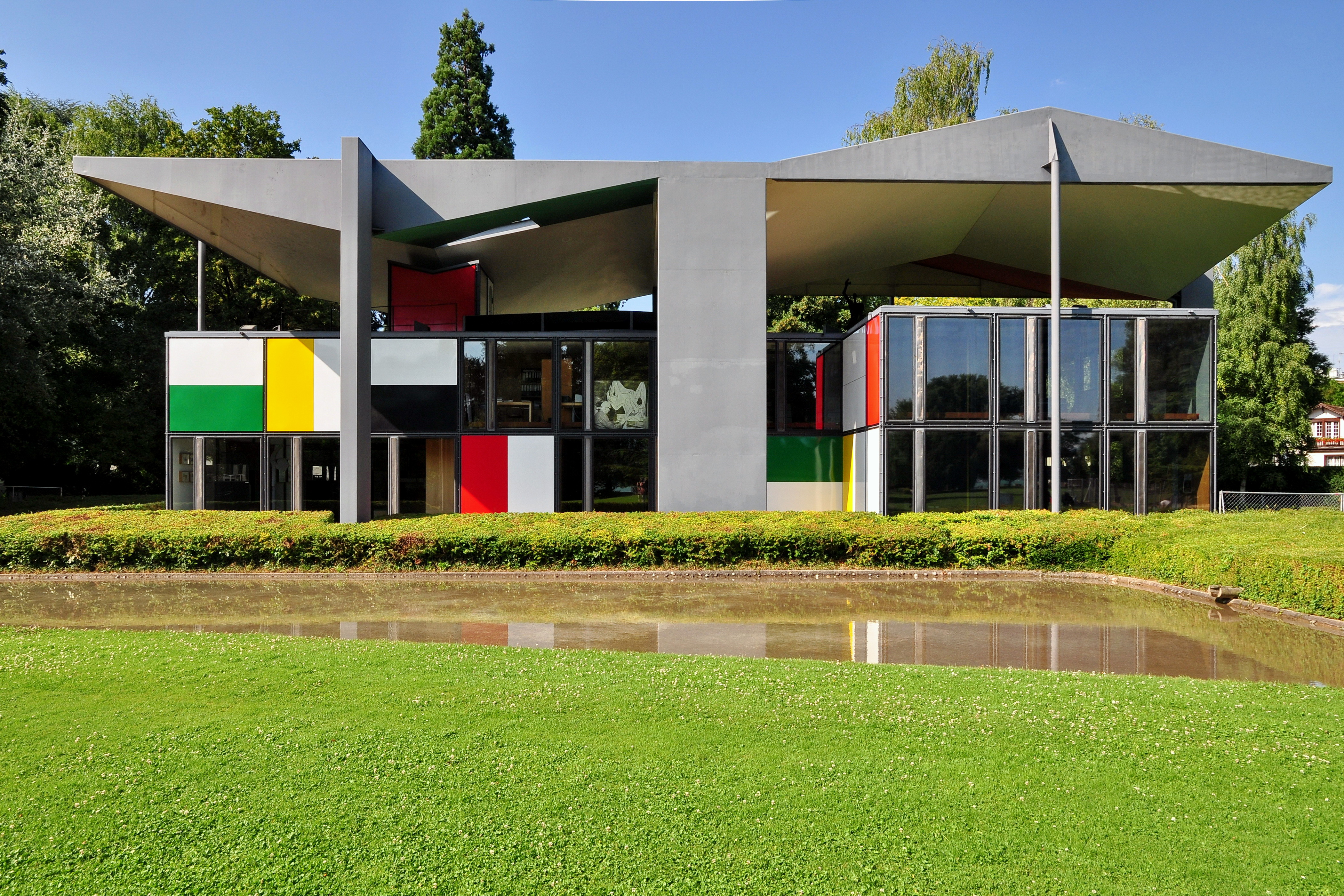
Centre Le Corbusier, de Zurich en Suisse (1967)
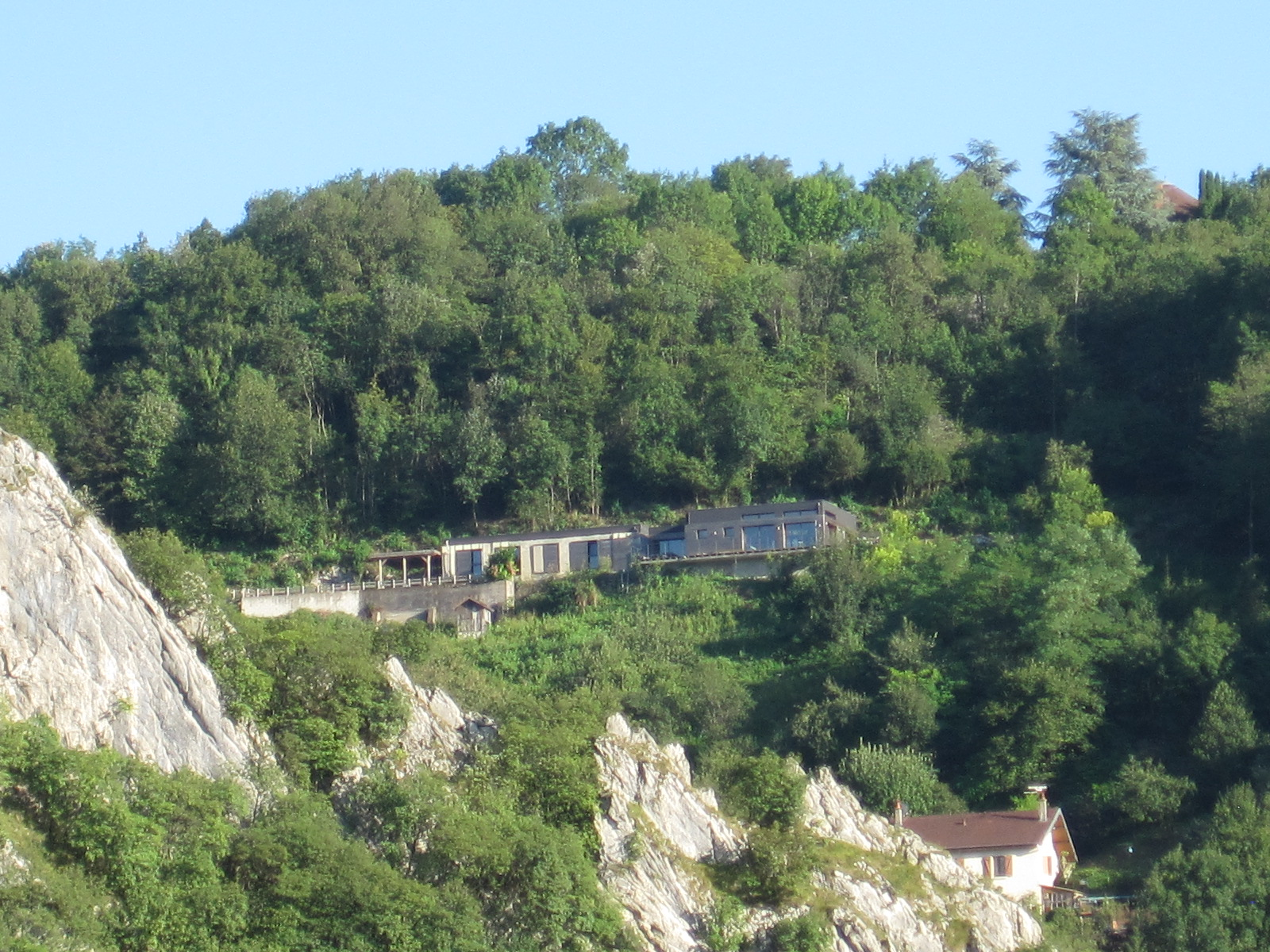
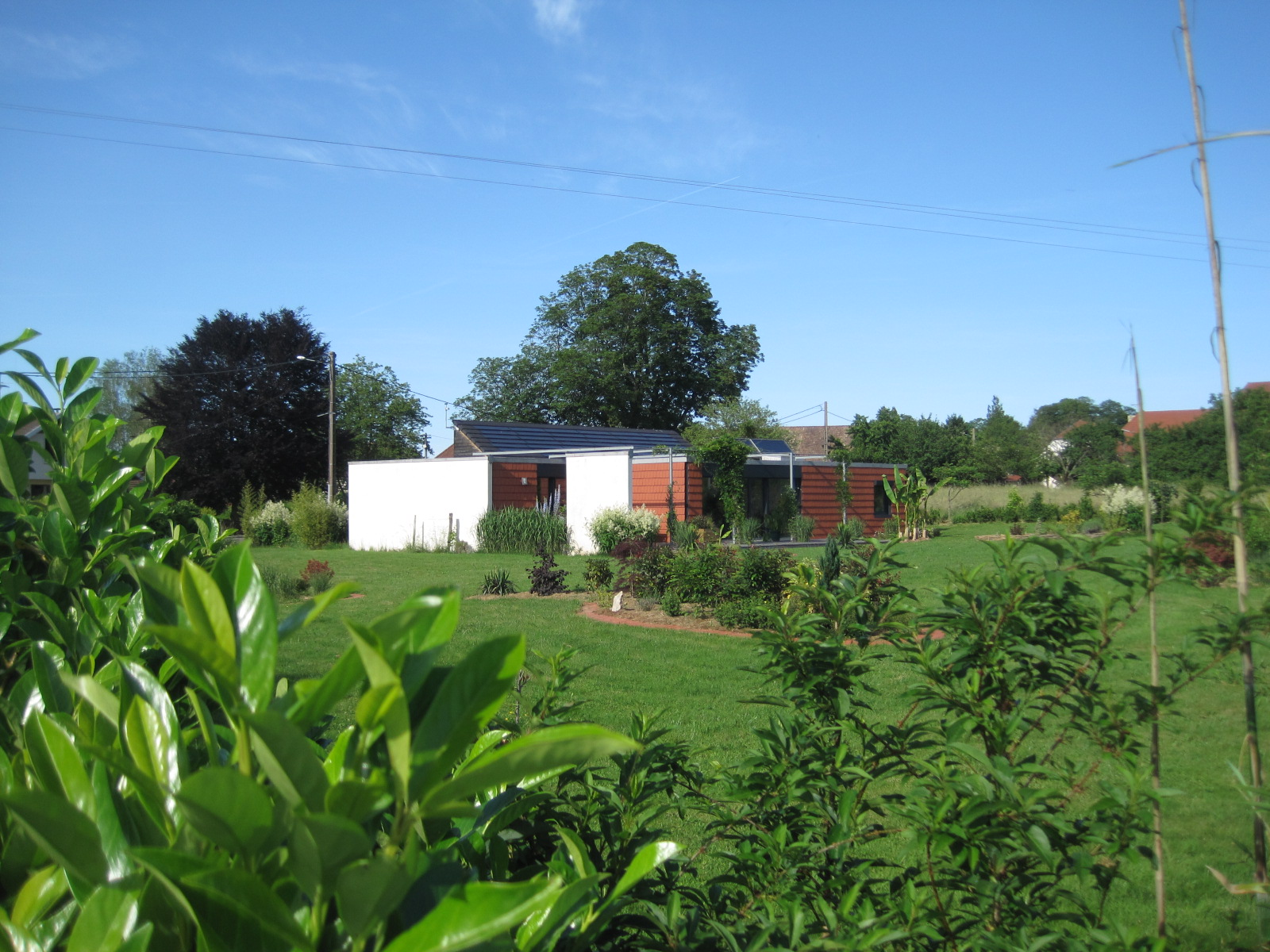
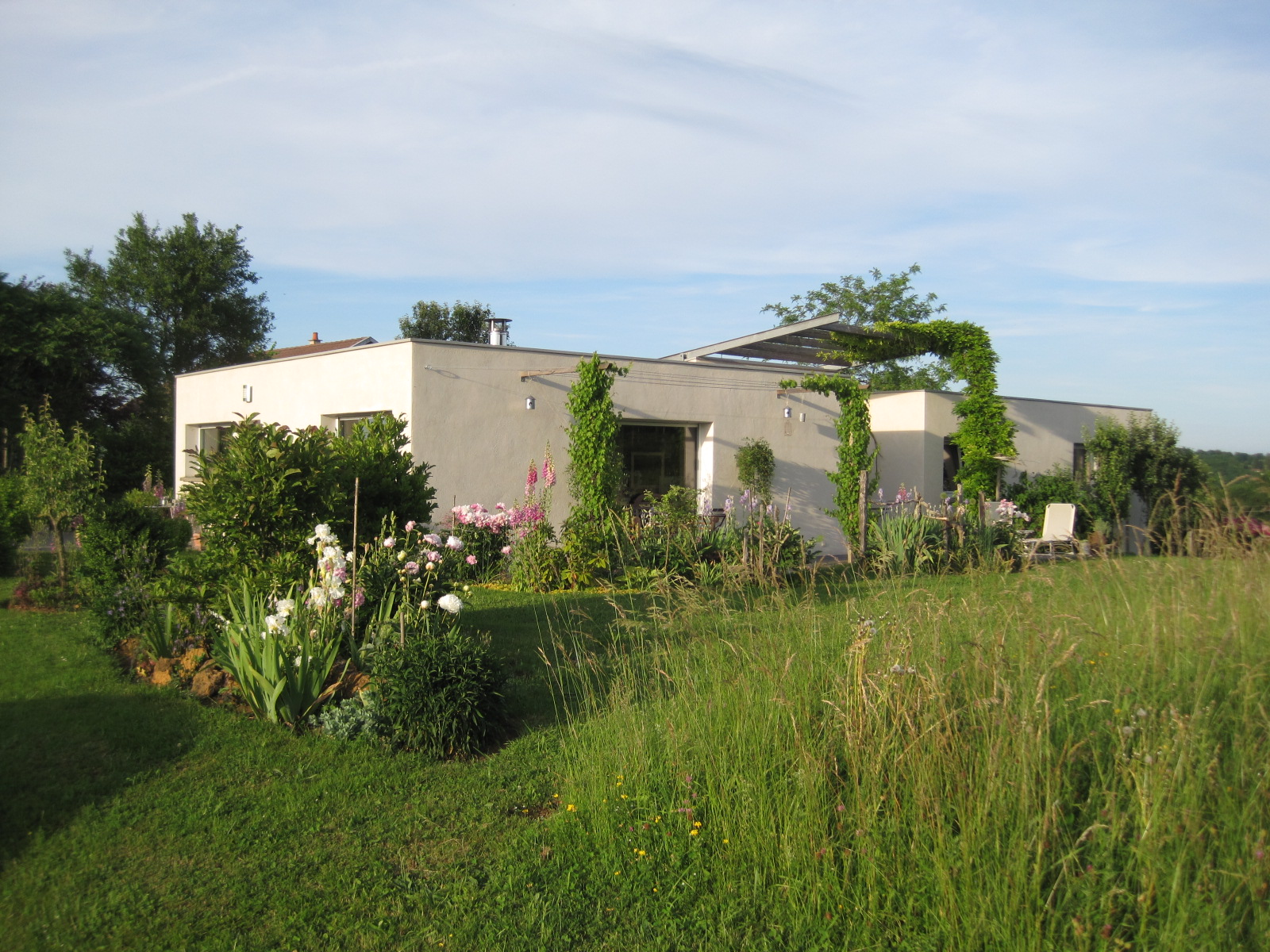
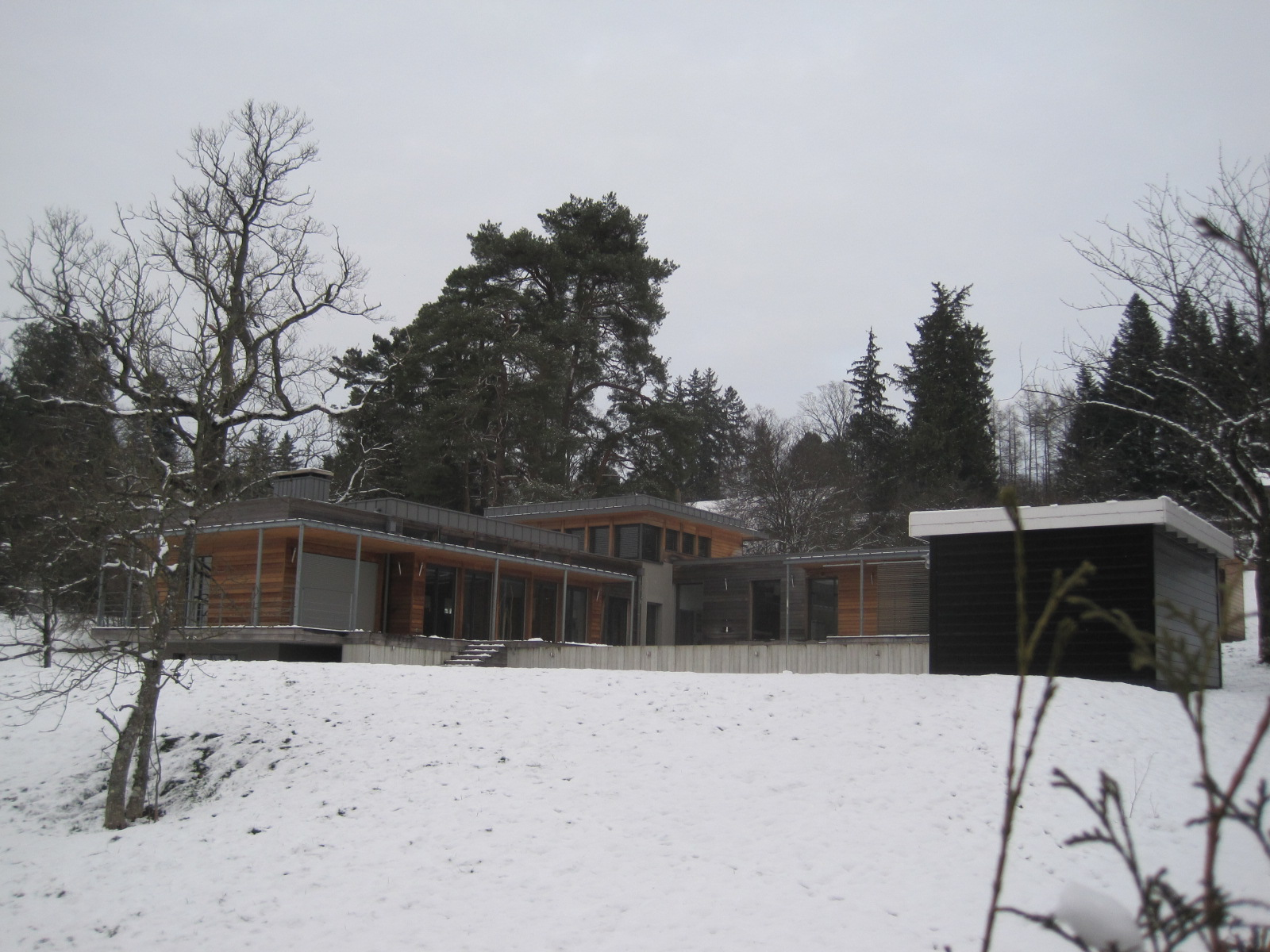
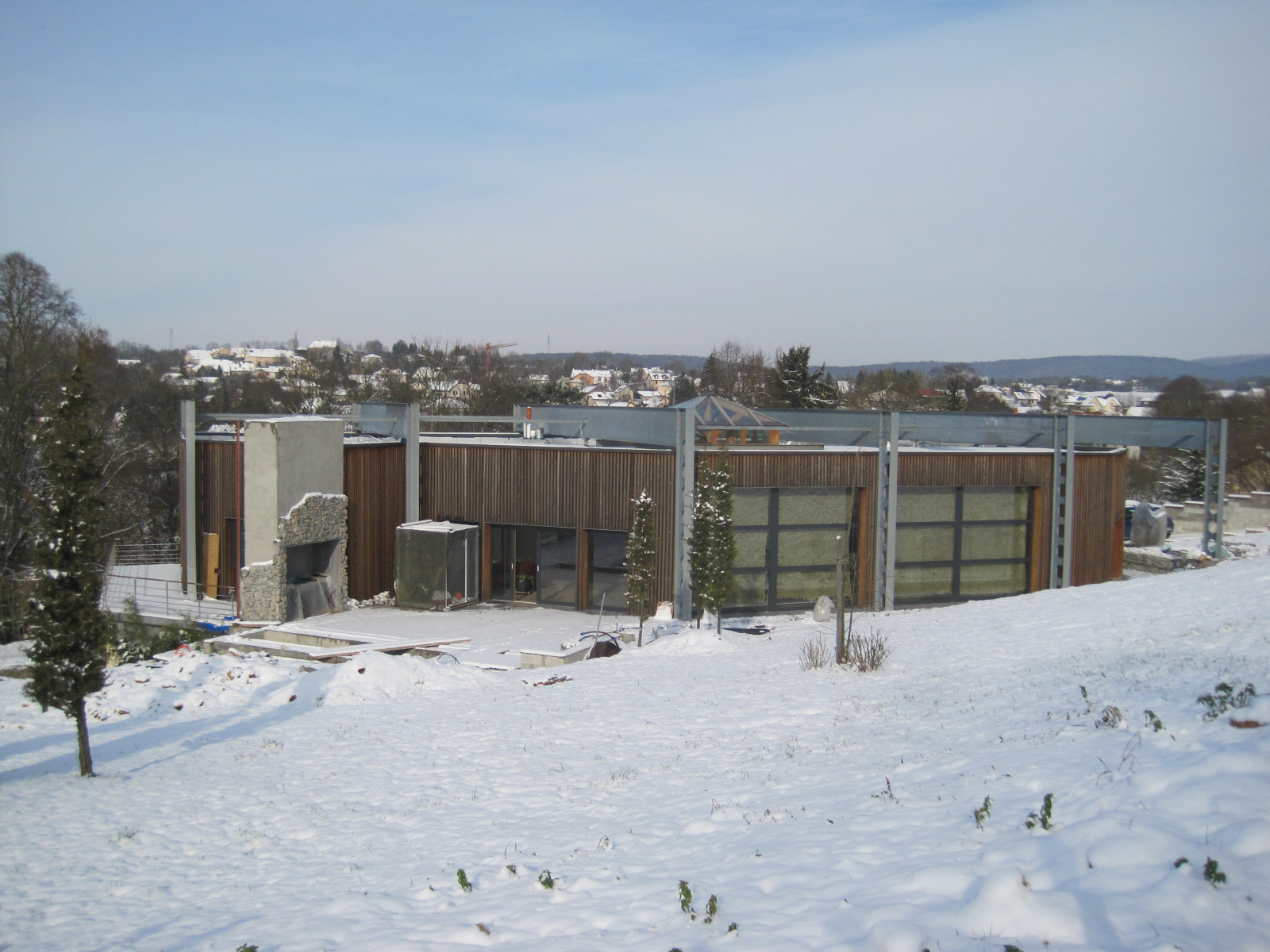